# Hanns von Mühlenfels
 Hanns von Mühlenfels (* 29. September 1948 in Mannheim) ist ein deutscher Jurist, Lyriker und Theaterautor sowie Regisseur.

## Leben
Mühlenfels entstammte einer 1729 geadelten Familie Müller, von Mühlenfels, mit Ursprüngen in Brandenburg. Seine Eltern waren Irmgard Fehling (* 1937) und der Jurist Willy Waldemar von Mühlenfels (* 1905).
Nach dem Abitur am humanistischen Karl-Friedrich-Gymnasium in Mannheim studierte er zunächst Rechtswissenschaften in Bonn, Freiburg und Heidelberg und absolvierte dort das erste juristische Staatsexamen. Nach der Referendarzeit legte er in Düsseldorf 1977 die zweite juristische Staatsprüfung ab und war dann bis 1992 bei einer Großbank tätig, zuletzt in deren Zentrale in Frankfurt/Main, zuständig für Osteuropa sowie danach als Prokurist in München.
Er besitzt die Rechtsanwaltszulassung und verfügt über eine Ausbildung in Musik- und Sprechtheater. 1990 wechselte er in die neuen Bundesländer nach Weimar. In Erfurt baute er unter seiner anschließenden Mitleitung das Europäische Kunst- und Kulturzentrum auf mit mehreren bedeutenden Veranstaltungen, wie u. a. tschechischen und jüdischen Kulturtagen.
Mühlenfels entwickelte eine eigene, spezielle dramatisch strukturierte Theater- und Literaturform in Kombination von Lyrik, Prosa sowie zeitgenössischer moderner Musik. 1998 führte er mit dieser Form seine „Polnische Elegie“ in Wrocław/Polen im Zentrum für zeitgenössisches Theater (Teatr Sztuki Impart) auf, die im polnischen Fernsehen übertragen wurde. Die polnische Übersetzung stammt vom Dedecius-Preisträger Ryszard Wojnakowski, Krakau. Im Deutschen Nationaltheater in Weimar wurde 2003 sein Monologstück „Execution Limited“ über mehrere Spielzeiten aufgeführt. Das Stück befasst sich kritisch mit der Todesstrafe in Amerika.
Zuletzt aufgeführt mit zeitgenössischer Musik live am 1. Oktober 2022 im Theater Putbus auf Rügen.
Die meisten seiner Theater- und Literaturthemen behandeln Fragen von Menschenidentität und Grenzüberschreitung. Er ist langjähriges Mitglied und Kurator, mehrfach auch Sprecher des Kuratoriums, des Collegium Europaeum Jenense an der Friedrich-Schiller-Universität Jena, einem Zusammenschluss von Hochschullehrern, Politikern und Künstlern in Europa. Er ist Mitglied der Dramaturgischen Gesellschaft sowie des Internationalen Theaterinstitutes.
Er ist geschieden, hat drei Töchter und lebt in Potsdam.

## Werke

### Veröffentlichungen
- Das Karma der Andromeda, Mitteldeutscher Verlag, Halle 1997, ISBN 3-932776-04-6
- Polnische Elegie, Mitteldeutscher Verlag, Halle 1999, ISBN 3-932776-74-7
- Polska Elegia, 1999, Baran i Suszczyński Krakau 1999, ISBN 83-85109-41-2
- Der Mann aus dem Olivenbaum, Mitteldeutscher Verlag, Halle 2001, ISBN 3-89812-094-5
- Aphaia, Mitteldeutscher Verlag, Halle 2007, ISBN 978-3-89812-419-5
- Tuba mirum-  Eine metaphorische Erzählung über Kleist, Mitteldeutscher Verlag, Halle 2016, ISBN 978-3-95462-723-3

### Theaterstücke
- Orlamünde
- Die Augurin
- Execution Limited
- Schöne Aussicht Nr. 17
- HORA (Z)
- Andromeda
- An die Zeit – Zehn Episoden von Dora D. über Franz K.
- Tuba mirum (Szenische Lesefassung)
- Telos non soleT

## Belege
1. ↑  Theater heute, Nr. 5, 2002, Theater der Zeit, Nr. 4, 2002
2. ↑  Kürschners, Deutscher Literaturkalender 2014, 69. Jahrgang
3. ↑  Dramaturgische Gesellschaft: Mitglieder – Dramaturgische Gesellschaft. Archiviert vom Original (nicht mehr online verfügbar) am 24. Juli 2017; abgerufen am 4. Juli 2017.  Info: Der Archivlink wurde automatisch eingesetzt und noch nicht geprüft. Bitte prüfe Original- und Archivlink gemäß Anleitung und entferne dann diesen Hinweis.
4. ↑  Hübners, Who is who in der Bundesrepublik Deutschland, 2001, Zug, CH

| Personendaten    | Personendaten                                              |
| ---------------- | ---------------------------------------------------------- |
| NAME             | Mühlenfels, Hanns von                                      |
| KURZBESCHREIBUNG | deutscher Jurist, Lyriker und Theaterautor sowie Regisseur |
| GEBURTSDATUM     | 29. September 1948                                         |
| GEBURTSORT       | Mannheim                                                   |